# Cantone di Prats-de-Mollo-la-Preste
Il Cantone di Prats-de-Mollo-la-Preste era una divisione amministrativa dell'arrondissement di Céret.
È stato soppresso a seguito della riforma complessiva dei cantoni del 2014, che è entrata in vigore con le elezioni dipartimentali del 2015.
Comprendeva i comuni di:
- Coustouges
- Lamanère
- Prats-de-Mollo-la-Preste
- Saint-Laurent-de-Cerdans
- Serralongue
- Le Tech